# Elmore County (Idaho)
Elmore County ist ein County im Bundesstaat Idaho der Vereinigten Staaten. Der Verwaltungssitz (County Seat) ist Mountain Home.

## Geographie
Das County liegt im mittleren Südwesten von Idaho und hat eine Fläche von 8030 Quadratkilometern, wovon 59 Quadratkilometer Wasserfläche sind. Es grenzt im Uhrzeigersinn an folgende Countys: Boise County, Ada County, Owyhee County, Twin Falls County, Gooding County, Camas County und Blaine County. Der Süden des Countys gehört zur Ebene der Snake River Plain.

## Geschichte
Elmore County wurde am 7. Februar 1889 aus Teilen des Ada County und des nicht mehr existenten Alturas County gebildet. Benannt wurde es nach den damaligen Ida-Elmore-Minen, den größten Silber- und Goldminen in dem Gebiet.
21 Bauwerke und Stätten des Countys sind im National Register of Historic Places eingetragen.

## Demografische Daten
Nach der Volkszählung im Jahr 2000 lebten im Elmore County 29.130 Menschen in 9.092 Haushalten und 6.846 Familien. Die Bevölkerungsdichte betrug 4 Personen pro Quadratkilometer. Ethnisch betrachtet setzte sich die Bevölkerung zusammen aus 85,37 Prozent Weißen, 3,25 Prozent Afroamerikanern, 0,89 Prozent amerikanischen Ureinwohnern, 1,66 Prozent Asiaten, 0,19 Prozent Bewohnern aus dem pazifischen Inselraum und 5,39 Prozent aus anderen ethnischen Gruppen; 3,25 Prozent stammten von zwei oder mehr Ethnien ab. 11,99 Prozent der Bevölkerung waren spanischer oder lateinamerikanischer Abstammung.
Von den 9.092 Haushalten hatten 43,0 Prozent Kinder unter 18 Jahren, die bei ihnen lebten. 64,1 Prozent davon waren verheiratete, zusammenlebende Paare. 7,5 Prozent waren allein erziehende Mütter und 24,7 Prozent waren keine Familien. 20,7 Prozent waren Singlehaushalte und in 6,4 Prozent lebten Menschen mit 65 Jahren oder älter. Die Durchschnittshaushaltsgröße betrug 2,76 und die durchschnittliche Familiengröße war 3,21 Personen.
28,0 Prozent der Bevölkerung waren unter 18 Jahre alt, 13,9 Prozent zwischen 18 und 24 Jahre, 36,0 Prozent zwischen 25 und 44 Jahre, 15,0 Prozent zwischen 45 und 64 Jahre. 7,1 Prozent waren 65 Jahre oder älter. Das Durchschnittsalter betrug 29 Jahre. Auf 100 weibliche Personen kamen 123,2 männliche Personen. Auf 100 Frauen im Alter von 18 Jahren und darüber kamen 130,6 Männer.
Das jährliche Durchschnittseinkommen der Haushalte betrug 35.256 USD, das Durchschnittseinkommen der Familien 37.823 USD. Männer hatten ein Durchschnittseinkommen von 26.248 USD, Frauen 21.309 USD. Das Prokopfeinkommen betrug 16.773 USD. 8,8 Prozent der Familien und 11,2 Prozent der Einwohner lebten unterhalb der Armutsgrenze.

## Orte im County
- Atlanta
- Castle Rocks
- Chalk Cut
- Cleft
- Dixie
- Featherville
- Glenns Ferry
- Hammett
- King Hill
- Mayfield
- Mountain Home
- Paradise Hot Springs
- Pine
- Prairie
- Reclamation Village
- Reverse
- Rocky Bar
- Sebree
- Steamboat Rock